# König von England (Mainz)

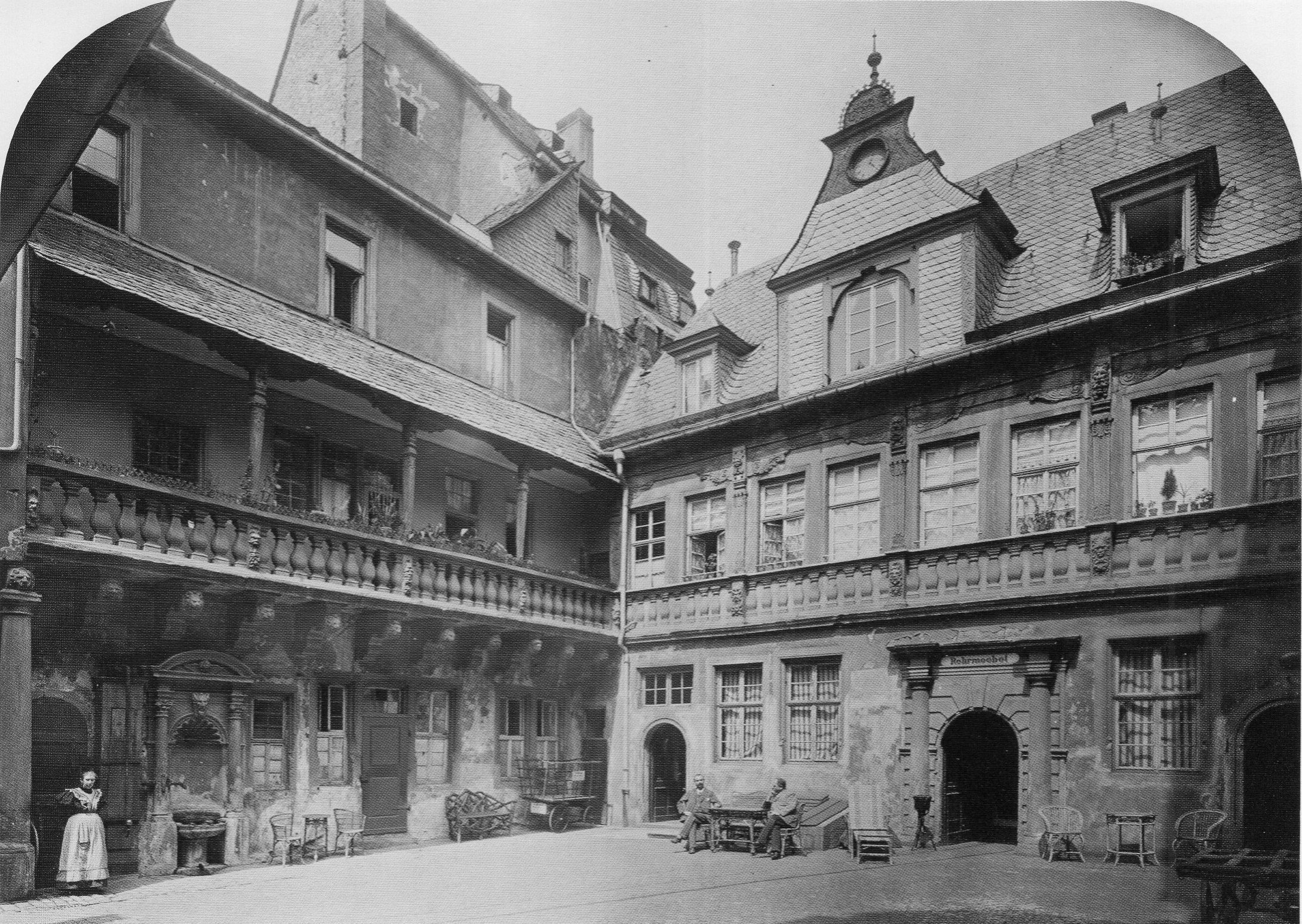
Blick nach Nordwesten im Hof (um 1900)

Der König von England, vormals Zum großen Spiegel, war eine etwa 1655 vom kurfürstlichen Rentmeister Edmund Rokoch errichtete Renaissance-Hofanlage in der Mainzer Altstadt, die als Wirtschaft und Herberge diente. Der Eingang befand sich am östlichen Ende des Marktes an der Einmündung zur Seilergasse nahe dem Liebfrauenplatz. An Stelle der bei den Luftangriffen auf Mainz zerstörten Gebäude steht heute der Schellbau des Gutenberg-Museums.

## Beschreibung
Zum Markt hin bestand die Hofanlage aus zwei schmalen zweiachsigen und dreigeschossigen Gebäuden, die mit Volutengiebeln versehen waren. Im linkeren dieser beiden Häuser war ein von Rustikaquadern eingefasstes Rundbogenportal vorhanden, durch das die Hofanlage erschlossen wurde. Der nördliche und südliche Flügel besaßen eine geschlossene Fassadenwirkung, während der westliche Flügel uneinheitlicher war. Der südliche Flügel war später erbaut worden und passte sich den anderen Flügeln an.
Die nördliche Hofseite besaß im Erdgeschoss rechts und links zwei kleine Pförtchen mit Rundbögen und gekreuztem, gotisierendem Stabwerk am Gewände. Die Sockel der Stäbe ruhten auf kleinen Sockeln mit Kerbschnittmuster. Das Mittelportal des Seitenbaus lag in einer Rustikawandfläche. Auf dieser flankierten zwei toskanische Halbsäulen die rundbogige Türöffnung; die Säulen trugen ein ziemlich stark ausladendes, verkröpftes Gesims. Darüber befand sich die Galerie (siehe unten). Am Dach war ein beschieferter Giebelausbau mit reichem Ornament an der Spitze und an den Ecken vorhanden. Über einer kreisrunden Öffnung im Giebel befand sich die Bauzahl 1655.

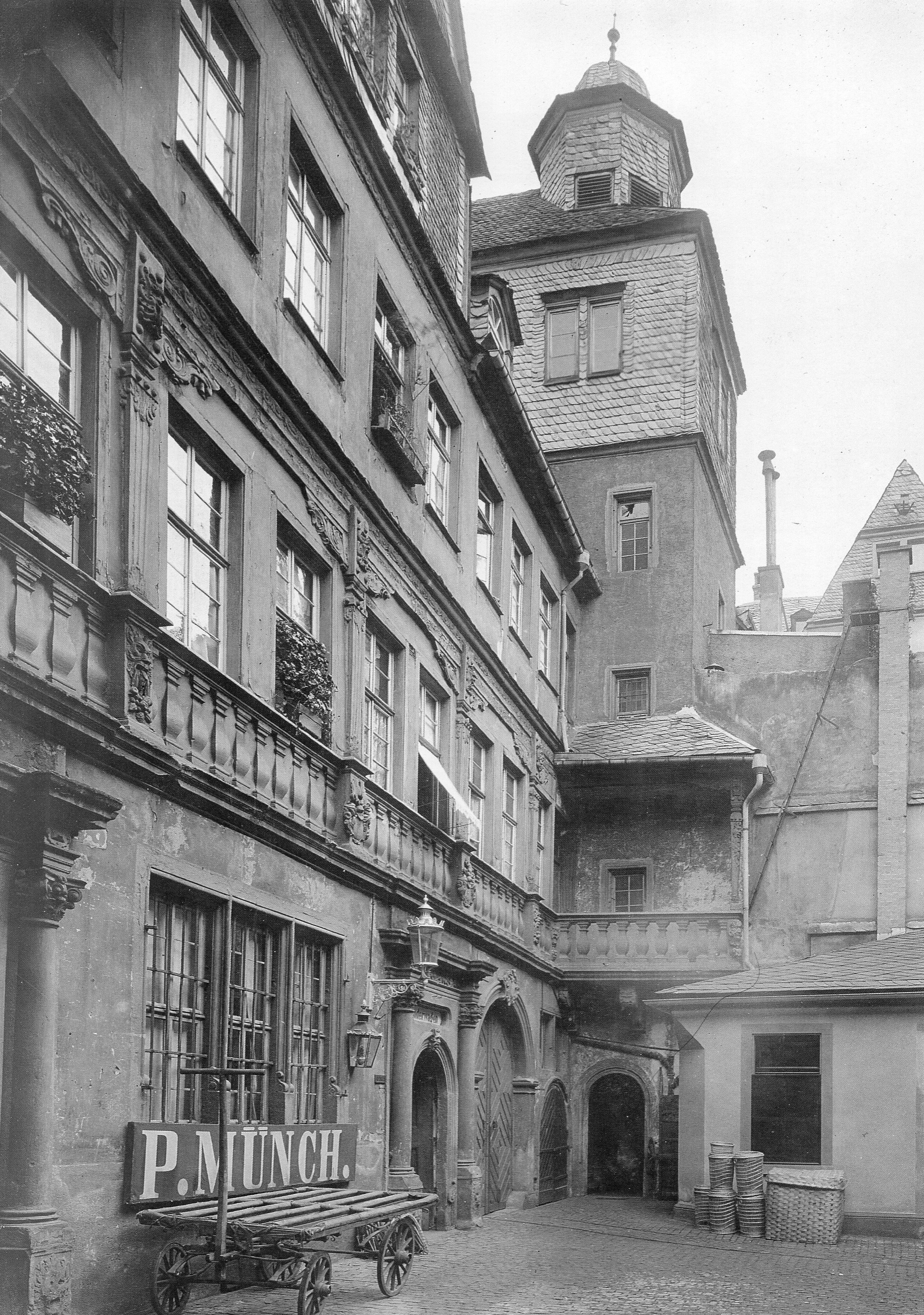
Ostfassade im Hof mit Treppenturm nach Süden (vor 1900)

Die östliche Hofseite besaß im Erdgeschoss zwei Portale in glatter Wandfläche, die rundbogige Türöffnung war reicher profiliert als die des Portals am Seitenbau, als Schlusssteine waren groteske Masken angebracht. Die Türöffnung wurde flankiert von zwei korinthisierenden Säulen, die auf Sockeln standen, die mit Löwenköpfen verziert sind. Die Säulen trugen einen mit Bandwerk ornamentierten Fries, darüber war ein verkröpftes Gesims; unter dem Gesims ein länglicher als Oberlicht dienender Schlitz. Der rechts von den Portalen liegende Torbogen mit seiner Rokokokartusche am Schlusssteine scheint ein späterer Einbau (Mitte des 18. Jhd.). Der beschieferte Giebelausbau zeigte reich ornamentierte Eckpfosten und Fenstergewände. Auf der Stirnseite besaß der Bau noch einen dreistöckigen beschieferten Giebel, der von dem zweiten kleineren Hof aus sichtbar war, die ursprüngliche, aus Zinkblech geschnittene Randverzierung wurde vor 1905 wieder hergestellt. Am linken Ende der östlichen Hofseite stand ein stattlicher Treppenturm mit hohlspindeliger Wendeltreppe, an deren oberen Ende sich ein reiches, spätgotisches Schmiedeeisengitter befand.
Die westliche Hofseite, deren Überhang über der Torfahrt liegt, wurde ursprünglich von zwei freistehenden Säulen getragen, von denen eine vor 1905 durch einen Ladenumbau verlorenging. Auch bei diesem nach dem Markt zu liegenden Gebäudeteil scheinen auf der Hofseite die Fenstergewände reicher ornamentiert gewesen zu sein, diese wurden aber später verputzt. Rechts der Tordurchfahrt befand sich eine zierliche Brunnennische mit architektonischer Umrahmung, die sich nun an der Westfassade des Römischen Kaisers befindet. Die umlaufende Holzgalerie wurde hier von prächtigen Konsolen getragen, die an ihrer Stirnseite groteske Löwenköpfe verschiedenen Musters trugen, an einer stattdessen ein männlicher Kopf (des Baumeisters ?). An den Seitenflächen waren die Konsolen mit ebenfalls verschieden gemustertem Bandwerk verziert. Die Brüstung bildeten steinerne Baluster, die Überdachung wurde getragen von viereckigen, kannelierten, nach unten sich verjüngenden Pfosten, ihre Kapitale und die sich daran anschließenden Verstrebungen wieder reich mit grotesken Masken und Bandwerk verziert. Die Pfosten ruhten auf viereckigen Sockeln, die an ihrer Außenseite groteske Masken trugen, aus deren Mund dicke Fruchtbündel hingen.
An Stelle dieser Masken traten am Rückgebäude an zwei Sockeln Wappenschilder auf, Pfeil und Eichhorn. Im Ornament und in der Groteske sind die einzelnen Motive fast nie wiederholt. Am Seiten- und Rückgebäude tritt die Galerie in das erste Stockwerk zurück. Hier wurde sie späterhin zugemauert und mit Fenstern mit Ohren versehen. Die Galerie der Nord- und Ostseite ist etwas höher als die der Westseite, zudem waren die Pfosten an diesen Seiten etwas dicker.

## Geschichte
Das Haus zum (großen) Spiegel war Stammhaus der der Patrizier zum Spiegel, die Anfang des 15. Jahrhunderts ausstarben. Zu einem späteren Zeitpunkt war es im Besitz des Richters Jakob Wertheim, dessen Anteil 1438 wegen Schuld zugunsten des Klosters St. Jakob gepfändet wurde. Der spätere Besitzer der Herberge, Heinrich Rau, wurde bei der Eroberung der Stadt am 28. Oktober 1462 erstochen. In der Nacht vom 27. auf den 28. Oktober 1462 wurde das Gebäude zerstört, als es mit mehreren Nachbarhäusern abbrannte. Anschließend wurde das Anwesen von Erzbischof Adolf II. von Nassau konfisziert, der es an Johann Melßheimer von Groß-Gerau verlieh. 1557 wird es als „mit seinem Begriff, Haus, Hof und Zugehör ist neu erbaut worden und dem Hrn. Rentmeister Rokoch zuständig“ beschrieben. 1594 gehörte das Anwesen mit Hof und Stalltungen Dietrich Zimmermann. 1621 und 1622 gehörte es dem Wirt Jakob Haupt (Heuft).
Das Haus zum kleinen Spiegel (Markt 37) war ebenfalls im Besitz des Richters Jakob Wertheim und wurde bereits 1436 wegen Schuld zugunsten des Klosters St. Jakob gepfändet. Es wird 1557 als dem Haus zum großen Spiegel zugehörig beschrieben und ebenfalls in der Zuständigkeit des Rentmeister Rokoch. 1594 gehörte es der Witwe des Barthel Leschenbrandt.

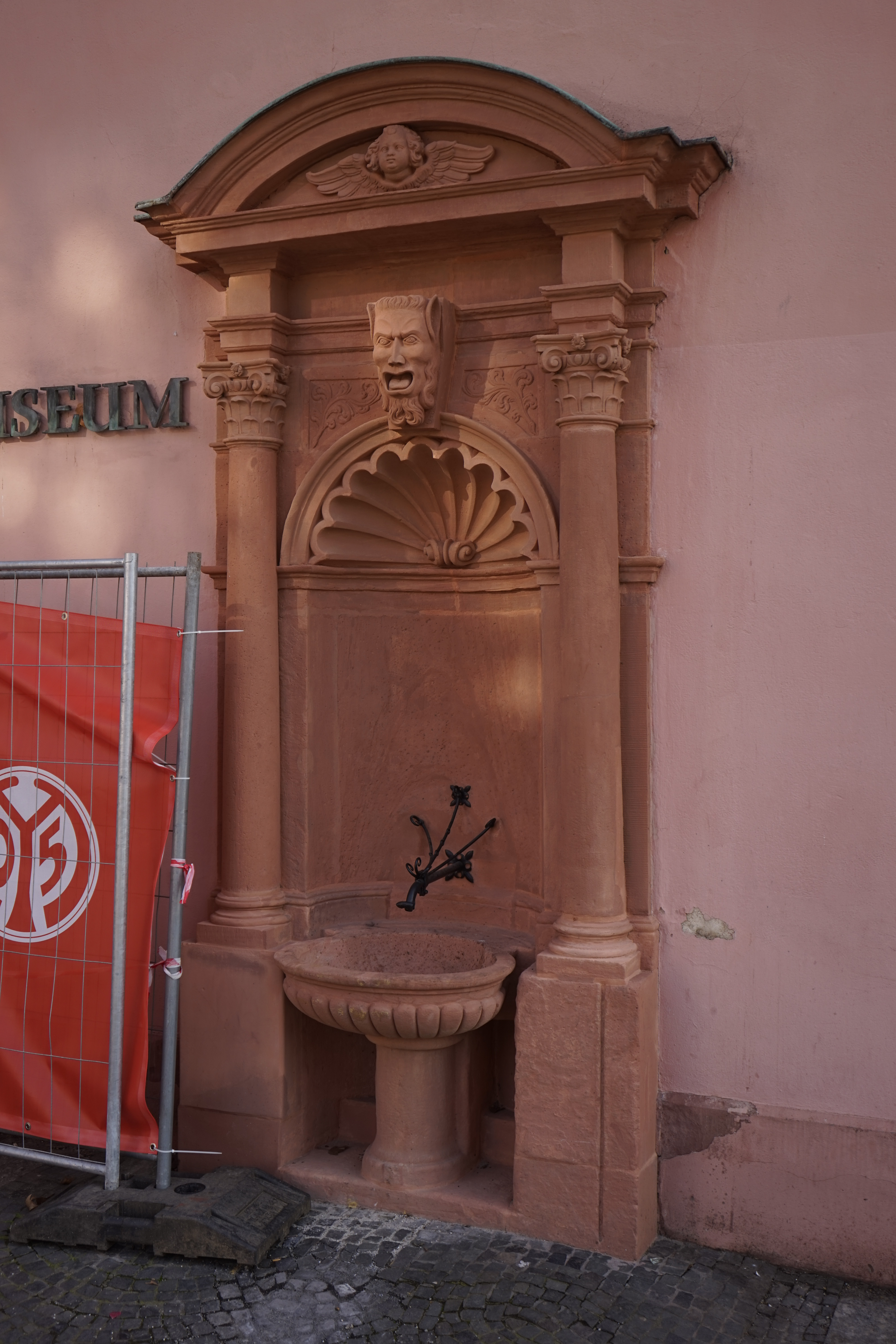
Erhaltener Wandbrunnen am „Römischen Kaiser“

Die Hofanlage wurde vom Rentmeister Edmund Rokoch ab 1649 umgestaltet und wohl 1655 fertiggestellt. Dabei bezog er einen älteren, bereits vor 1630 errichteten Ostflügel mit ein.
Die Hofanlage wurde im Zweiten Weltkrieg bei den Luftangriffen auf Mainz zerstört. Einige Konsolen und zwei Portale befinden sich heute in einem verglasten Gang im Hof des Gutenberg-Museums, dessen Neubau (Rainer Schell, 1962–63) an der Stelle des König von England errichtet wurde. Ein Renaissance-Brunnen, der ehemals in der westlichen Hofseite angebracht war, befindet sich nun an der Westfassade des Römischen Kaisers.